# ATI Radeon X1000
ATI Radeon X1000 je řada grafických karet kanadské firmy ATI postavená na jádru R520 (výjimka byla X1050 postavená na R300), která byla představena 5. října 2005. Byly vydány verze X1300, X1600, X1650. R520 je označení pro nejvyšší model X1950 XTX. Umisťují se do slotu PCI-E 1.1 16x (je kompatibilní s verzí 2.0). Podporují DirectX 9.0c, Shader model 3 a OpenGL 2.0. Jména pro grafické karty se volí podle vzoru Radeon X1xx0 xxx, například X1300 Pro, X1650 XT, X1950 GT, atd.

## Řady

### Řada X1050 a X1550
- X1050
  - Jádro je použito R300.
    - Vyráběno 90 nm procesem.

  - Hlavně pro OEM trh.
- X1550
  - Jádro je použito RV516.
    - Vyráběno 80 nm procesem.

  - Hlavně pro OEM trh.

### Řada X1300
Nejnižší řada z X1000, využívá jádro RV515, RV530 a RV535. Nižší edice X1300 Pro má 2 vertex jednotky, 4 pixel jednotky, 4 TMU jednotky a 4 ROP jednotky. Paměťová sběrnice je 64- nebo 128bitová. Frekvence jádra je od 400 do 533 MHz. Osazovala se od 128 do 512 MB paměti typu DDR a DDR2. Podporuje DirectX 9c a OpenGL 2.0.